# Marijan Križman
Marijan Križman, slovenski politik in javni uslužbenec, * 15. avgust 1953. Predsednik ZZB za vrednote NOB Slovenije.

## Življenjepis

### Državni zbor
2008-2011
Kot nadomestni poslanec je zamenjal Boruta Pahorja; potrjen je bil 21. novembra 2008.
V času 5. državnega zbora Republike Slovenije, član Socialnih demokratov, je bil član naslednjih delovnih teles:
- Komisija za narodni skupnosti (član)
- Odbor za delo, družino, socialne zadeve in invalide (član)
- Komisija za odnose s Slovenci v zamejstvu in po svetu (član).

Na državnozborskih volitvah leta 2011 je kandidiral na listi SD.
Leta 2019 je postal predsednik Zveze združenj borcev za vrednote NOB Slovenije.